# Luco dei Marsi
Luco dei Marsi ist eine italienische Gemeinde (comune) mit 5923 Einwohnern (Stand 31. Dezember 2023) in der Provinz L’Aquila in den Abruzzen. Die Gemeinde liegt etwa 45 Kilometer südsüdöstlich von L’Aquila und ist Teil der Comunità montana Marsica 1. Die Gemeinde lag einst am Fuciner See, bis dieser trockengelegt wurde.

## Geschichte
Das Gemeindegebiet von Luco dei Marsi war schon in früher Vorzeit besiedelt. Jedenfalls weisen darauf Funde, die der Bronzezeit zugeordnet werden können, hin. Im Mittelalter wurde die Gegend zu einem Lehen der d’Avalos, das ihnen von der Familie Colonna verliehen wurde.

## Persönlichkeiten
- Ugo Amadoro (1908–nach 1977), Filmregisseur